# Cova de les Bones Dones
La Cova de les Bones Dones o de les Encantades de Cabrera de Mar es troba al Parc de la Serralada Litoral, la qual és coneguda també com a Cova o Cau de la Mala Dona, de les Males Dones, de la Bona Dona i Boca de l'Infern, inclosa a l'Inventari del Patrimoni Arqueològic i Paleontològic de Catalunya.
És troba a Cabrera de Mar (el Maresme), a la carena rocallosa que baixa del turó de Montcabrer cap a mar. També és accessible des del camí que va de Cabrera de Mar a Cabrils, pel veïnat del Sant Crist, però cal pujar més estona pel mig del bosc (Coordenades: x=448770 y=4597053 z=237).
Es tracta d'un santuari ibèric obert al vessant sud del turó de Montcabrer, a la part baixa d'una carena rocallosa que baixa des del turó cap a mar. Té dues obertures a l'exterior i una alçada interior d'uns dos metres. El sostre i les parets estan solcats d'uns alvèols d'erosió força singulars.Era la cova oficial de les bruixes en la majoria de rondalles i històries de la contrada: hi ha infinitat de llegendes sobre les malifetes que feien les seues habitants. També es repeteix amb diverses variants la de la bella dona que enamorava el senyor de Burriac per fer que defugís les seues obligacions en la defensa del territori. Molt a prop hi ha també el Cau de les Formigues i la Cova dels Tres Cercles.
Per les troballes se sap que la cova havia estat emprada durant el Neolític, encara que no és clar si com a lloc per a rituals o com a habitacle o aixopluc. La dificultat d'accés i el tipus de ceràmica trobada (50.000 fragments consistents essencialment en vaixella de diferents tipus, àmfores, amforetes votives en miniatura, envasos de perfum, rèpliques en ceràmica de banyes de bòvids i caps de Demèter de terracota) semblen descartar-la com a habitacle.
L'any 1993, Ramon Coll feu una excavació d'urgència i del tot necessària just davant de la cavitat, ja que no s'hi havia fet cap intervenció moderna malgrat la importància científica del jaciment. El resultat d'aquesta excavació i l'estudi del material arqueològic recuperat (com també del material etnogràfic de la zona) fou la interpretació de la Cova de les Encantades com un centre de culte de l'època ibèrica. Segons Coll, funcionaria com a santuari entre els segles IV i I aC (amb una especial intensitat en el període comprès entre el 125 aC i el 50 aC) i el culte es traslladaria posteriorment al temple de Mitra de Can Modolell (Cabrera de Mar).

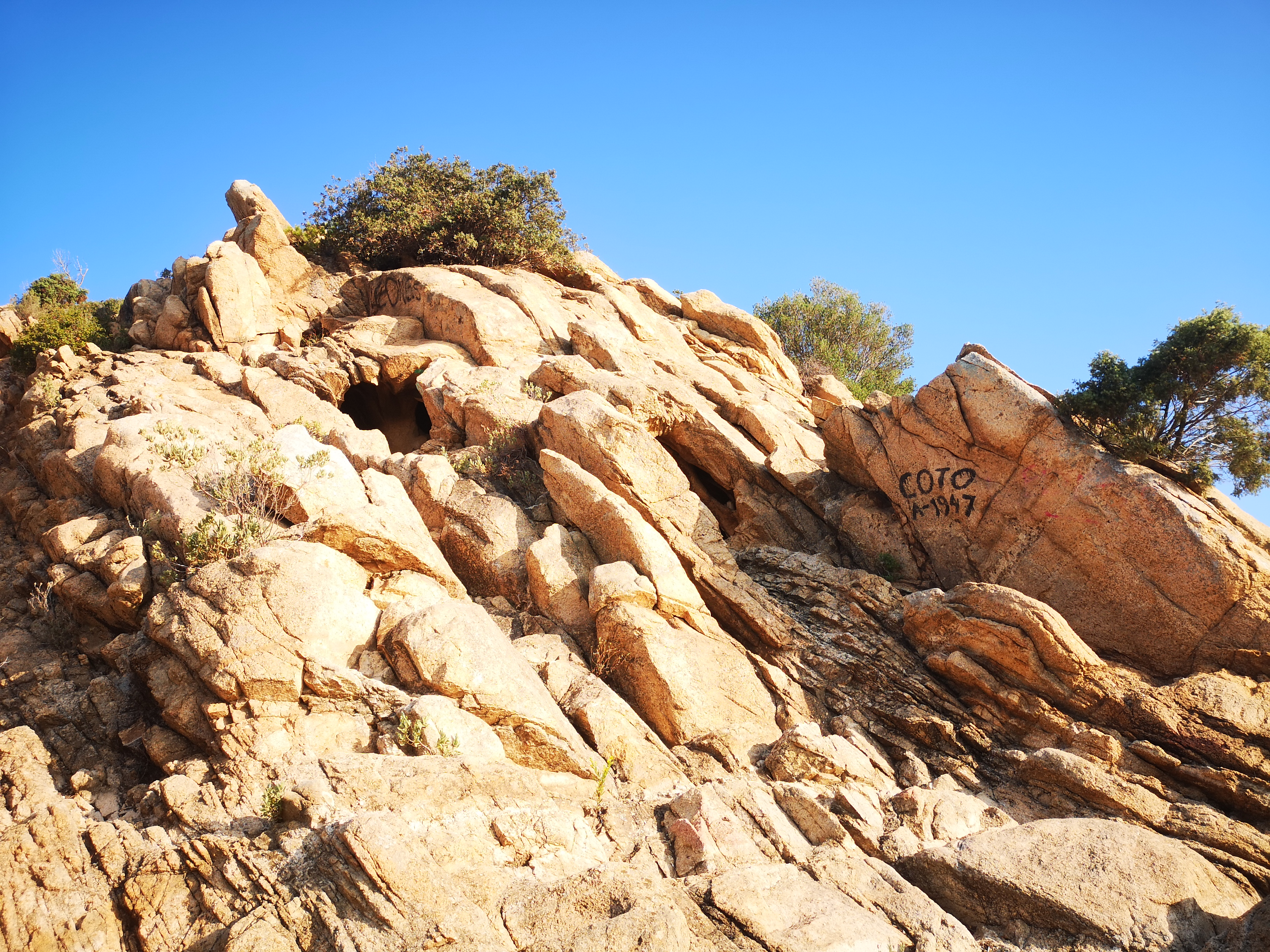
Les dues entrades a la cova de les Bones Dones
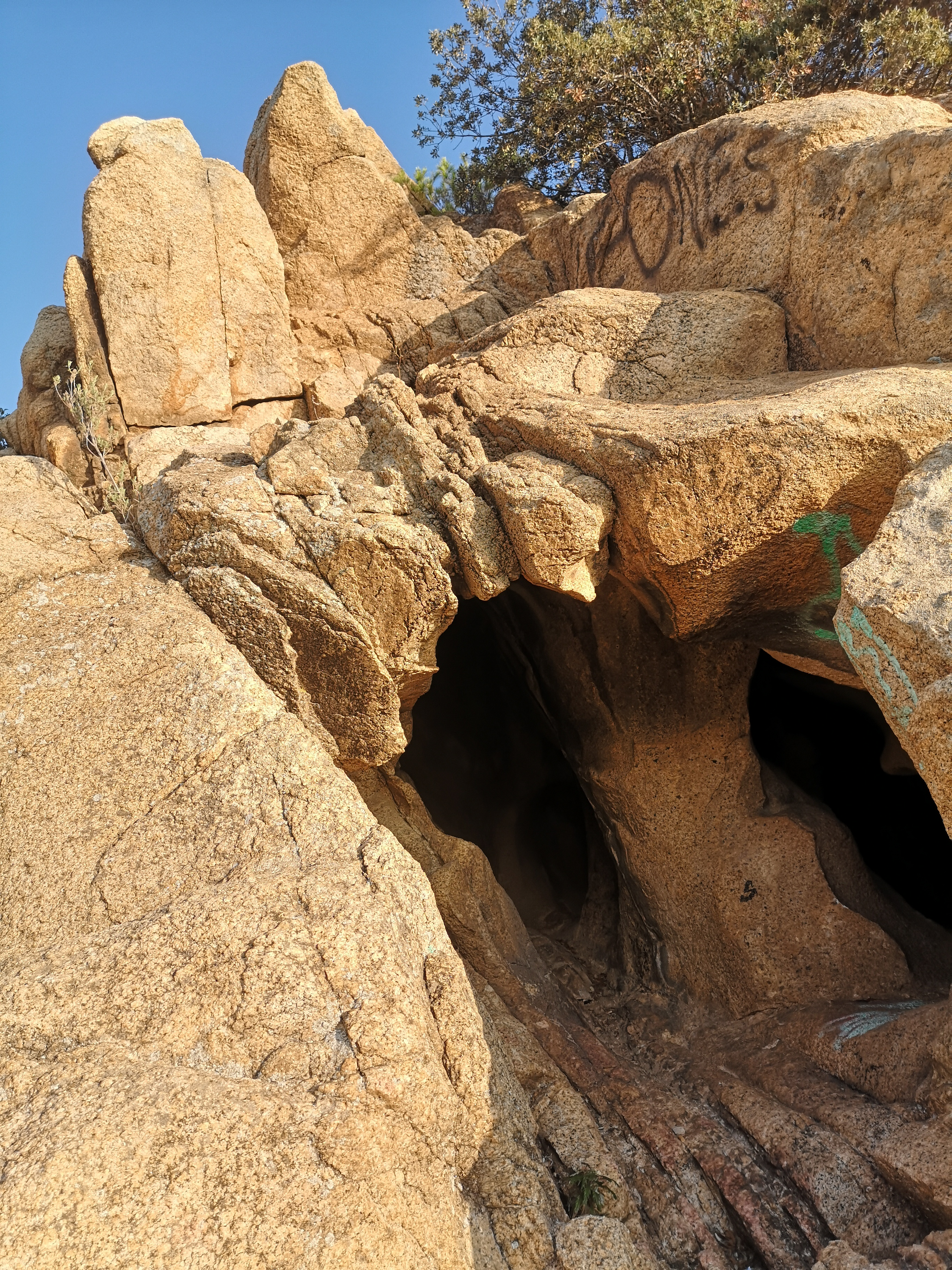
Boca superior de la cova de les Bones Dones
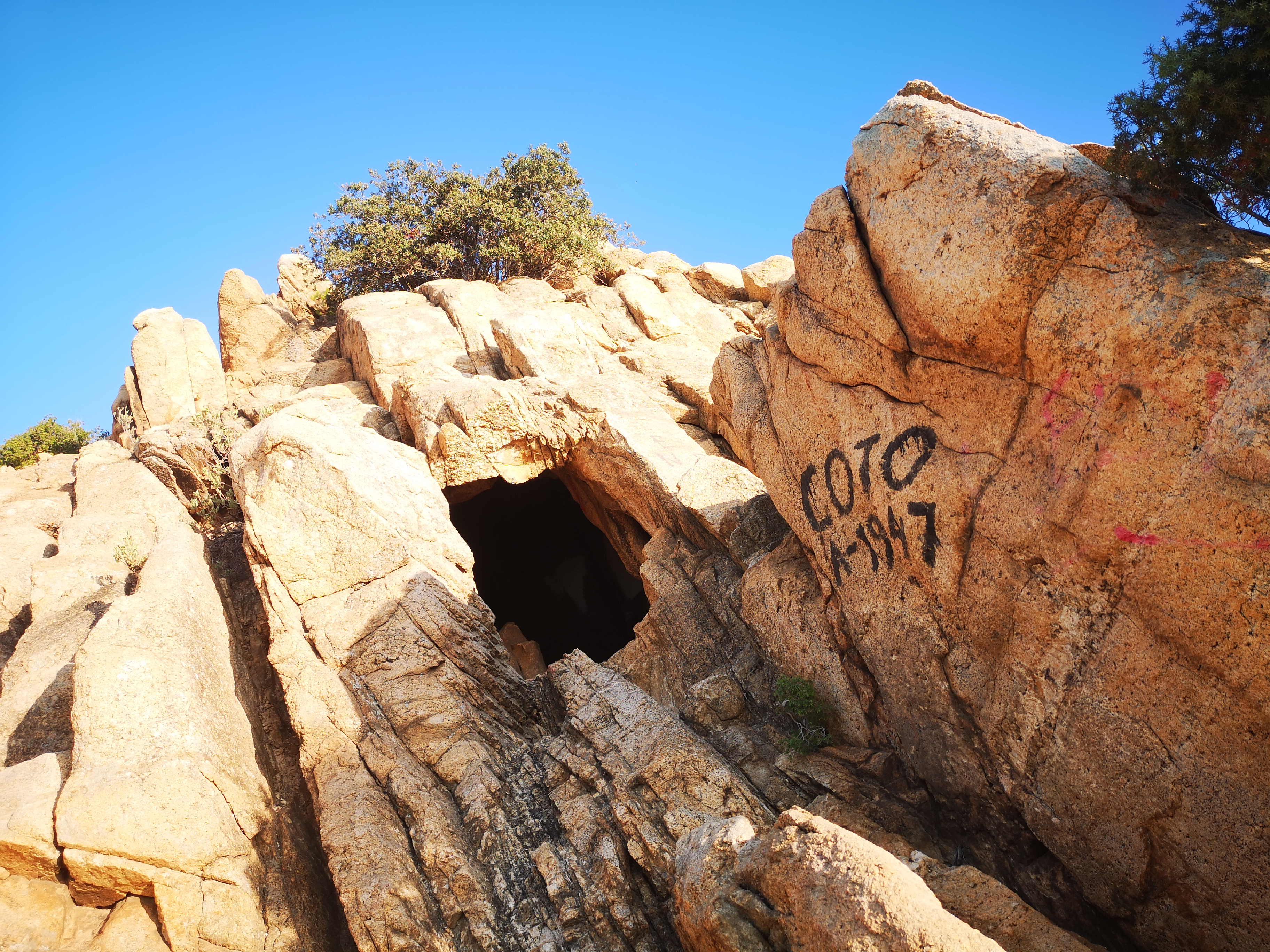
Boca inferior de la cova de les Bones Dones
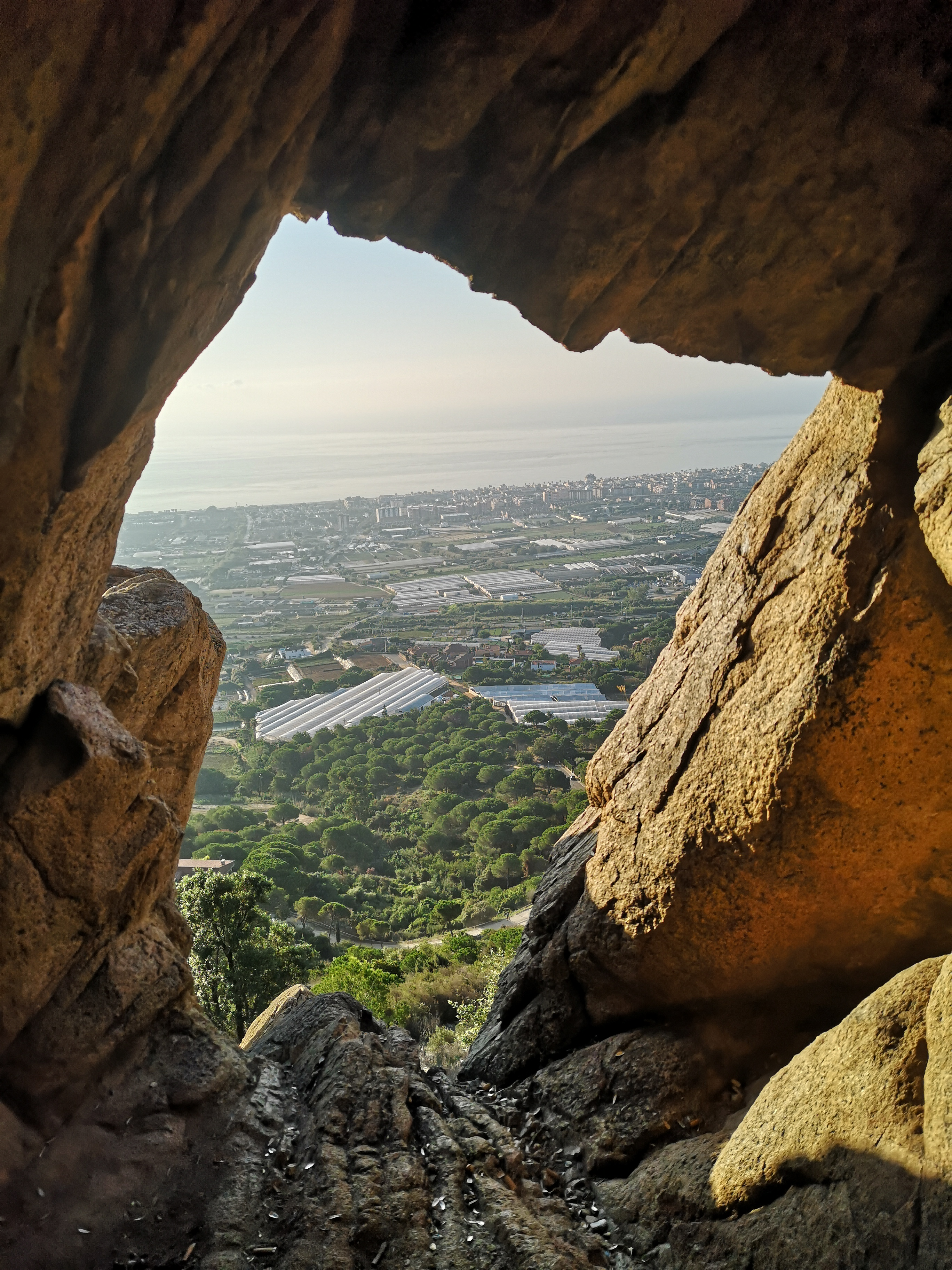
Interior de la cova de les Bones Dones
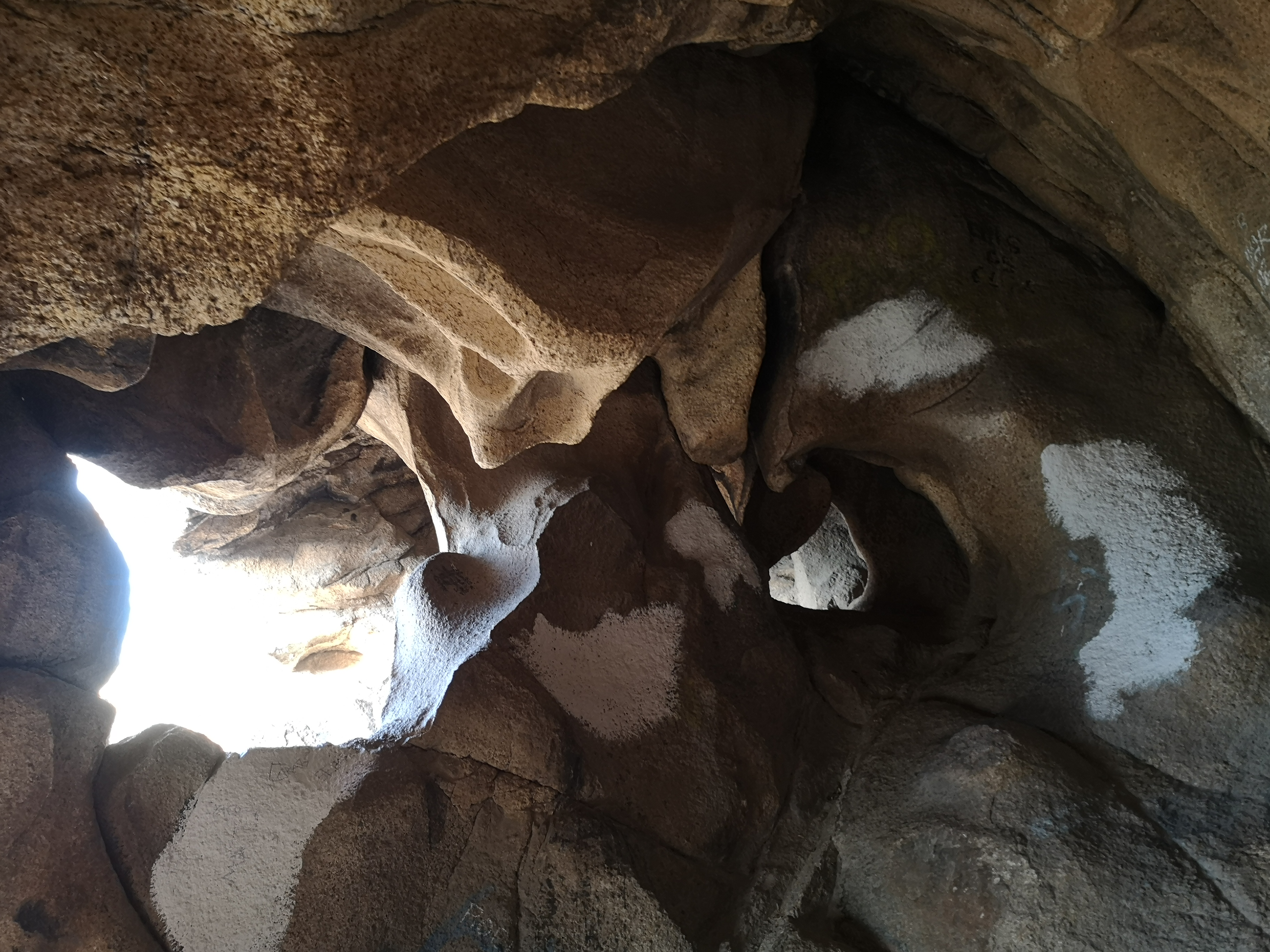
Alvèols d'erosió a la cova de Les Bones Dones